# Metallaxis semipurpurascens
Metallaxis semipurpurascens là một loài bướm đêm trong họ Geometridae.